# Arichanna leucocirra
Arichanna leucocirra är en fjärilsart som beskrevs av Eugen Wehrli 1933. Arichanna leucocirra ingår i släktet Arichanna och familjen mätare. Inga underarter finns listade i Catalogue of Life.